# Gnomeskelus lawrencei
Gnomeskelus lawrencei är en mångfotingart som beskrevs av Karl Wilhelm Verhoeff 1939. Gnomeskelus lawrencei ingår i släktet Gnomeskelus och familjen Dalodesmidae. Inga underarter finns listade i Catalogue of Life.